# Hall

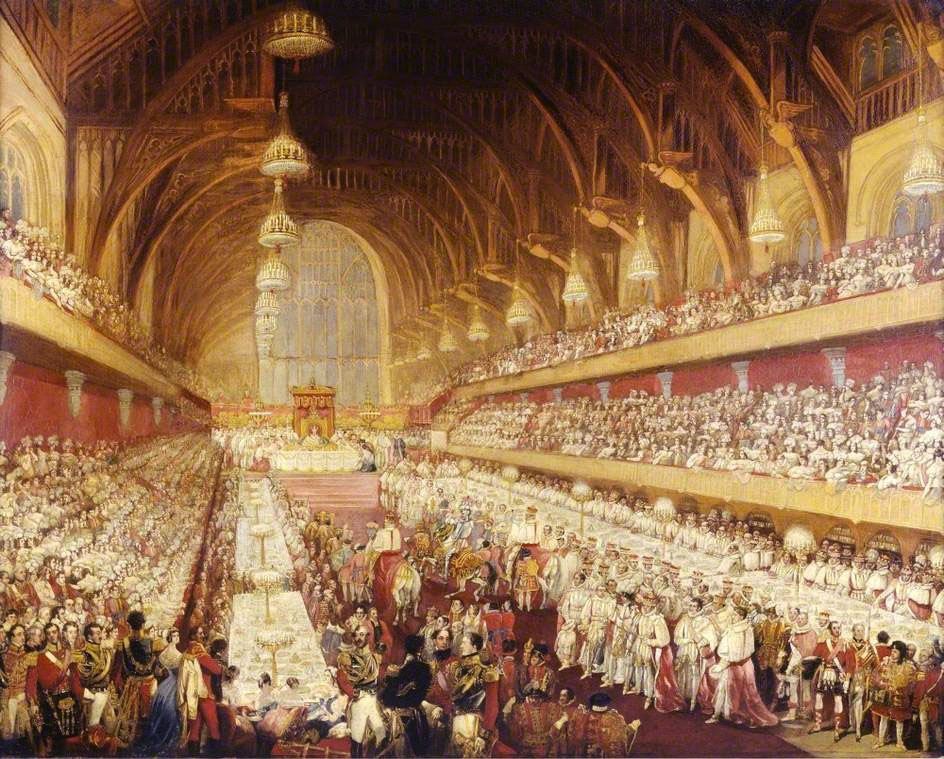
Banquete de coronación de Jorge IV en Westminster Hall.

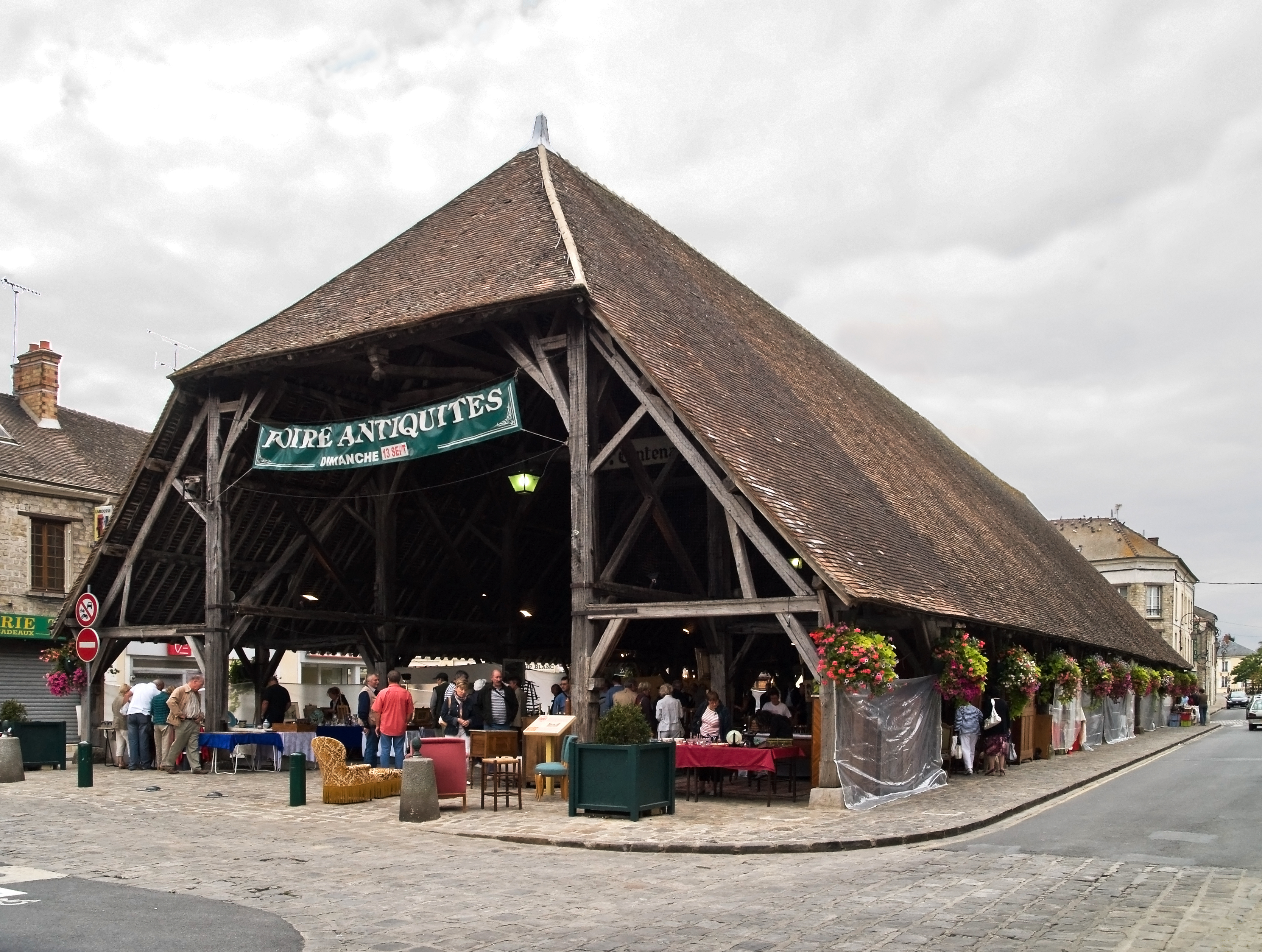
La halle de Milly-la-Forêt.

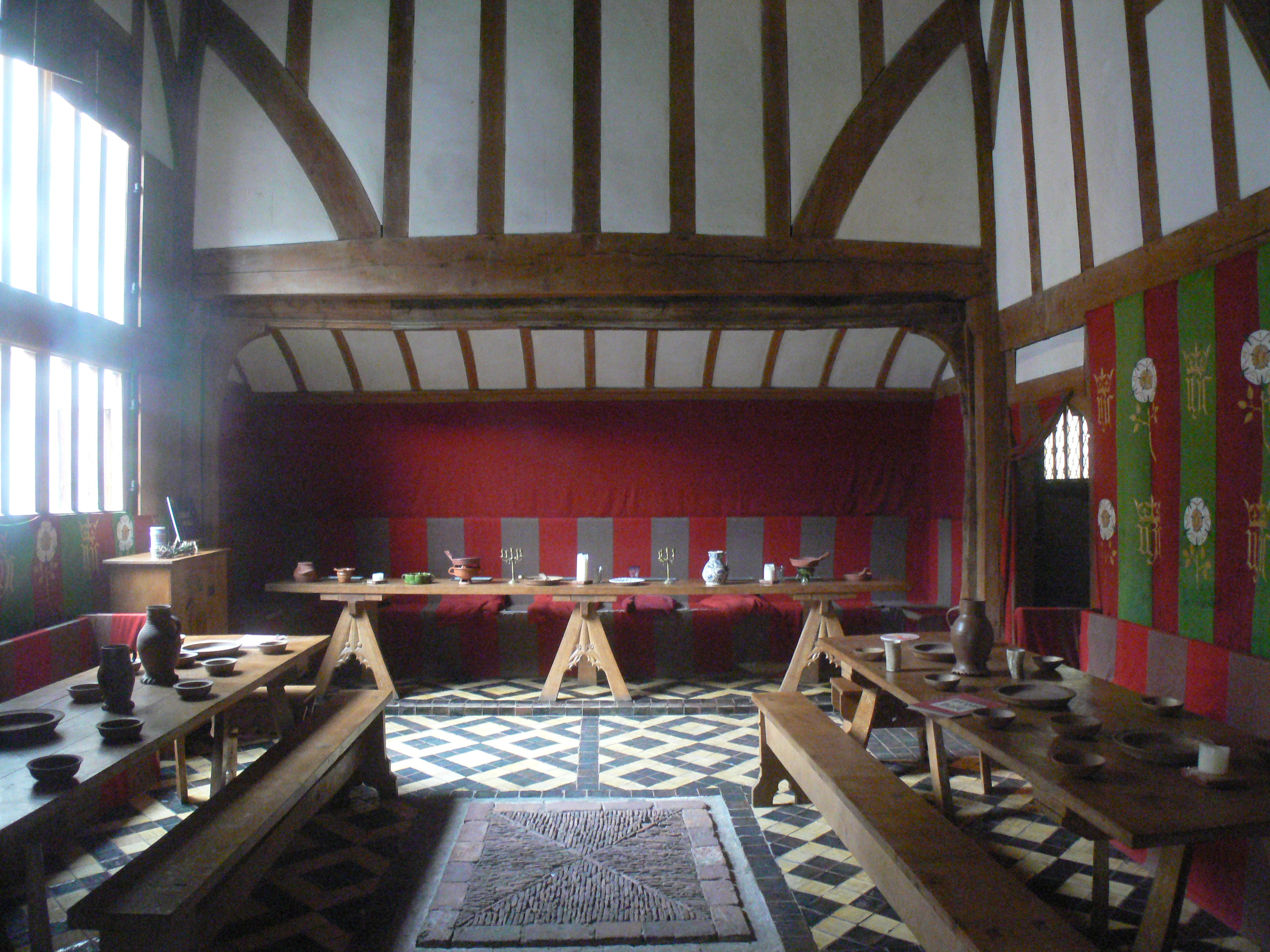
Reconstrucción del aspecto del great hall de Barley Hall en el.

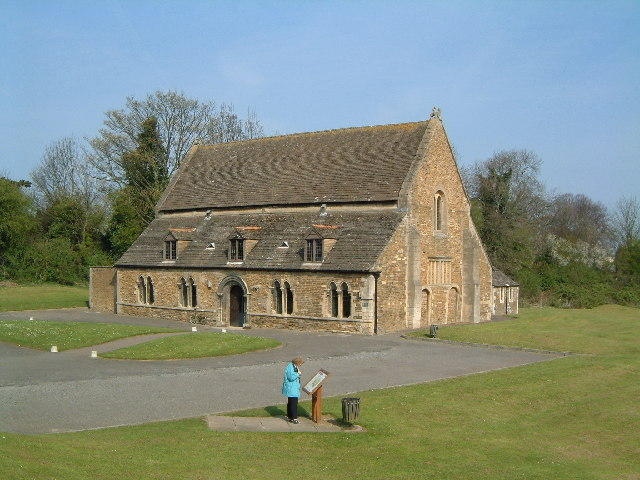
Great Hall del Oakham Castle, una manor house fortificada del.

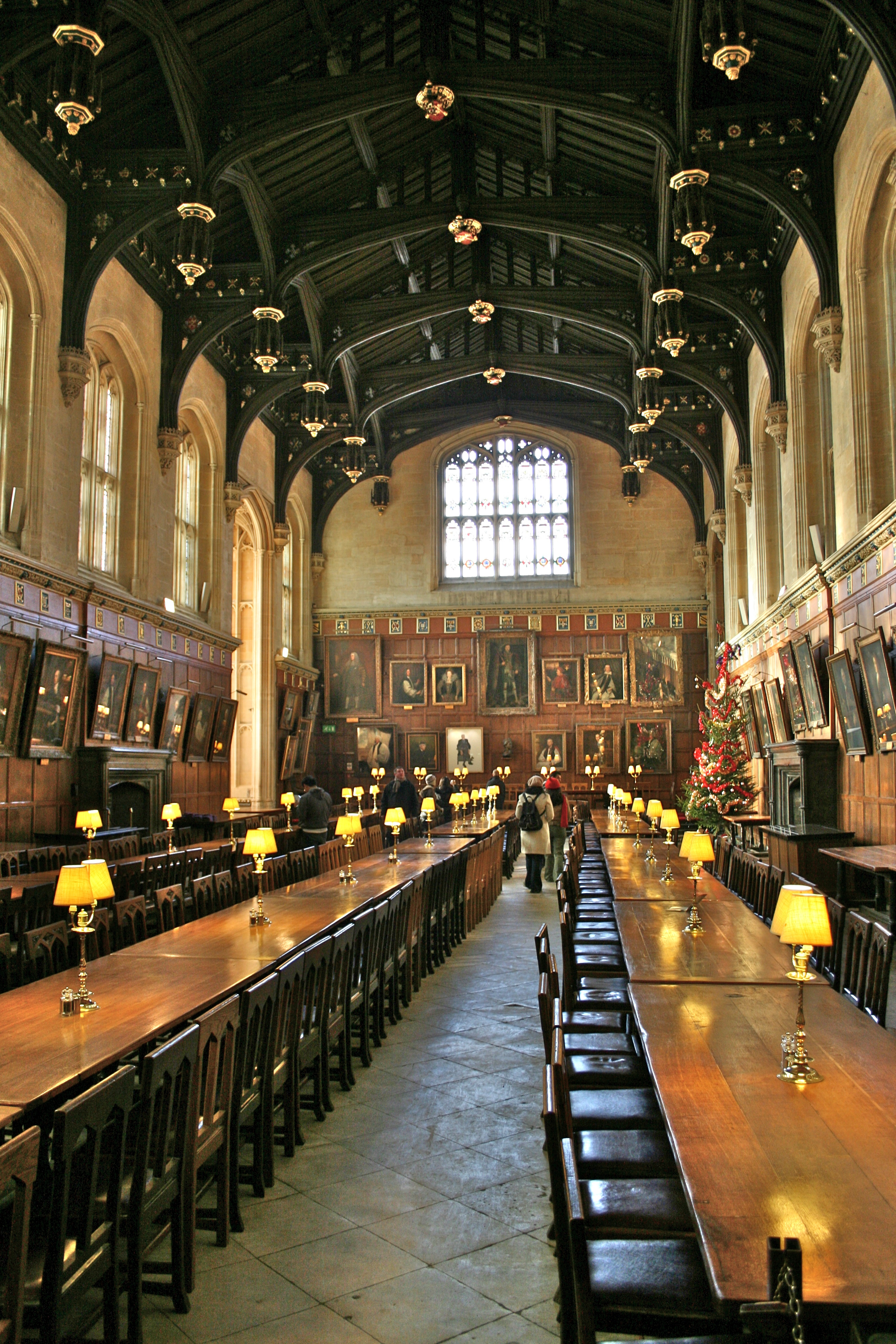
Hall del Christ Church College (Oxford). El imaginario Great Hall del Colegio Hogwarts de las películas de Harry Potter está basado en este tipo de salas de comida común (refectorios en las instituciones religiosas).

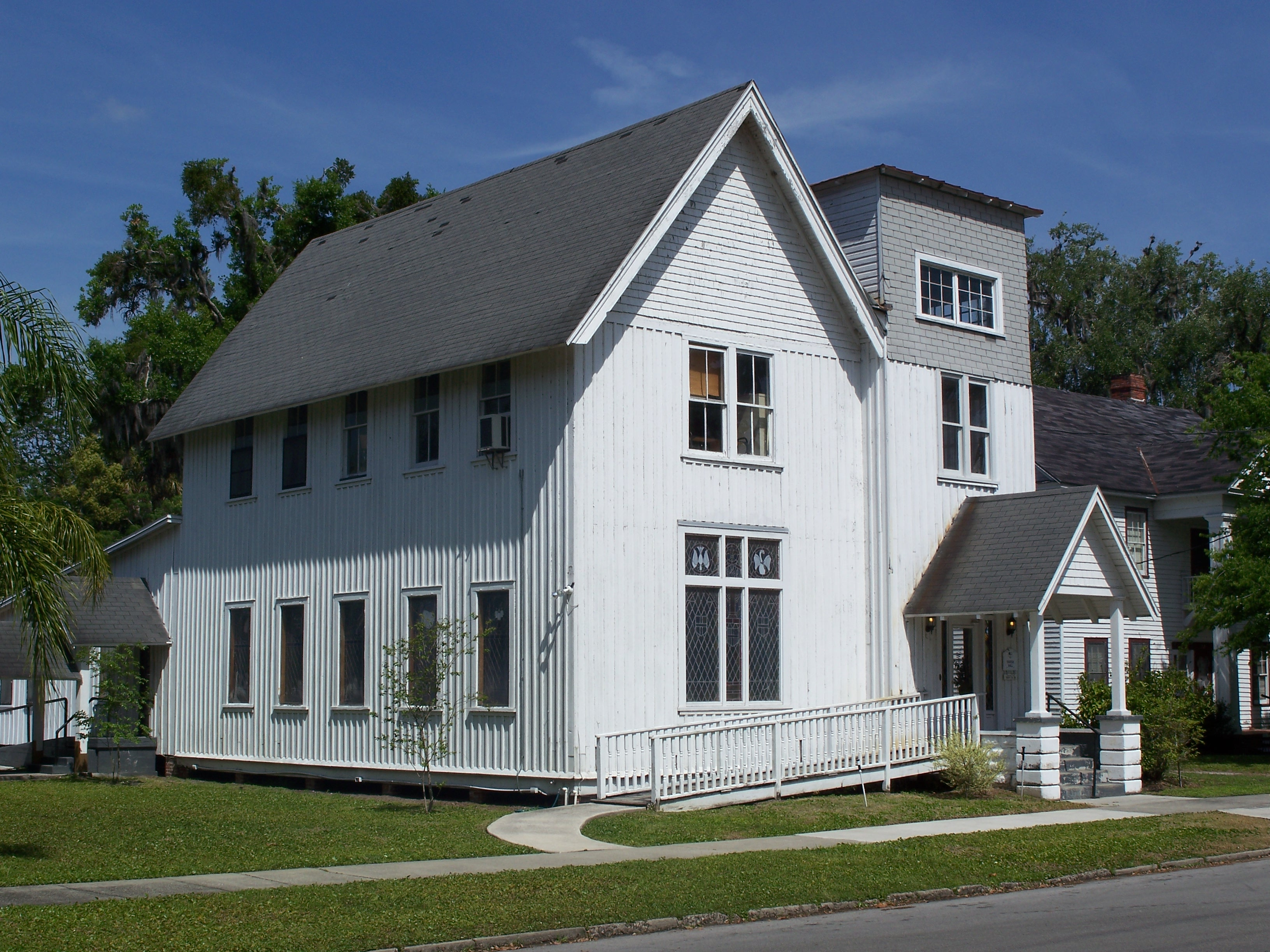
Iglesia de Palatka (Florida), una church hall de Estados Unidos.

Hall es un término de raíz germánica (hallâ, con el significado de "cubrir" y "esconder") que designa a ciertos espacios y construcciones, siempre conectados con los usos de la primitiva casa comunal de los antiguos pueblos germánicos (mead hall) y de la plaza de mercado cubierta (market hall, en la Inglaterra rural, o los Halles de París, en Francia). 
En español, por contacto con el concepto en inglés "sala", la palabra "hall" (aceptada por la RAE como "voz inglesa" –debe pronunciarse aproximadamente "jol"–) ha pasado a designar a las piezas de la casa que sirven de vestíbulo, recibidor, antesala, recibimiento o zaguán. En cambio, el uso como espacio público lo tienen, desde la Edad Media, los soportales o calles con soportales de muchas poblaciones españolas y los atrios o pórticos de muchas iglesias de Castilla la Vieja y Vizcaya (anteiglesia).
Arquitectónicamente, hall tiene el sentido de sala o salón (del germánico sal -"edificio de una sola pieza de recepción"-), especialmente aplicado a la sala de recepciones de un edificio público o un palacio (great hall, Westminster Hall), a la casa consistorial de un ayuntamiento o institución semejante (town hall, city hall, guild hall, village hall -a menudo una church hall o iglesia de usos múltiples-, fire hall -estación de bomberos-) o a un espacio escénico o sala de conciertos (concert hall, Royal Albert Hall, music hall); incluso hay una tipología de iglesia denominada Hallenkirche (con "planta de salón").

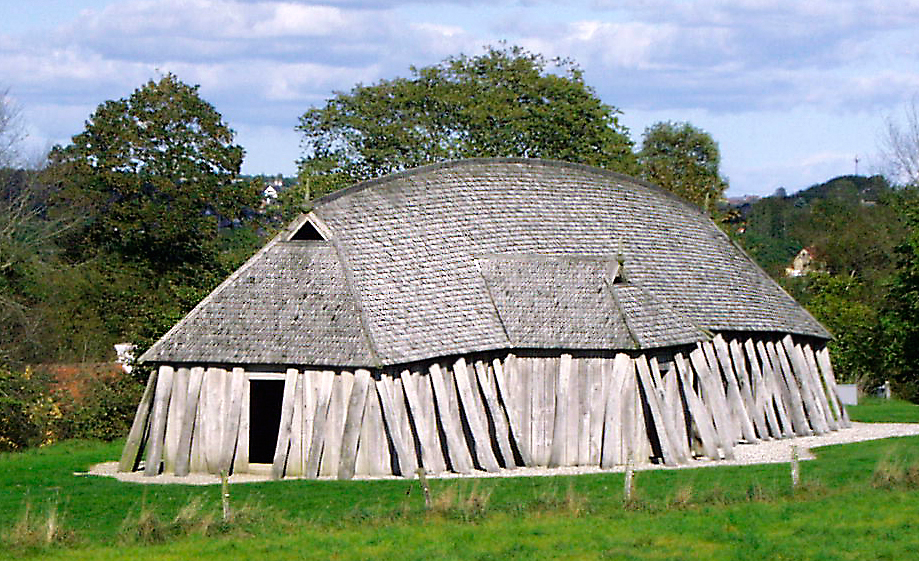
Reconstrucción de un hallâ, mjødhall, mead hall o gildehall ("sala de la hidromiel" o "de la guilda" -gremio, alianza, clan, del nórdico antiguo gildi, reunión en torno a la bebida, como el simposion griego-), la casa comunal propia de los pueblos germánicos, similar al megaron helénico o a estructuras semejantes de otros pueblos. Eran al mismo tiempo centros económicos, políticos y religiosos, y estaban sujetos a protocolos codificados y leyes sagradas de la hospitalidad. En ellos tenían lugar reuniones y celebraciones, y se recibía a viajeros con los que intercambiar información, productos y relaciones sociales. Lógicamente, también son escenario de conflictos, y así aparecen en episodios clave de las sagas nórdicas, del Íslendingasögur, del Nibelungenlied o del Beowulf -Heorot-. Un entorno similar se imaginaba para la reunión con los dioses de los guerreros que alcanzaran una muerte honorable (el Valhalla -"sala de los muertos"- o el Vingólf).

En Inglaterra, desde el siglo VI, hall pasó a designar la residencia de un lord y su séquito (country house) y posteriormente la casa del yeomen (hall house -Wealden hall house-). En el entorno universitario anglosajón, hall es el nombre que se da ciertos edificios de los colleges, por la costumbre de congregar a los universitarios en una gran sala o comedor común, y Formal Hall la cena de etiqueta.

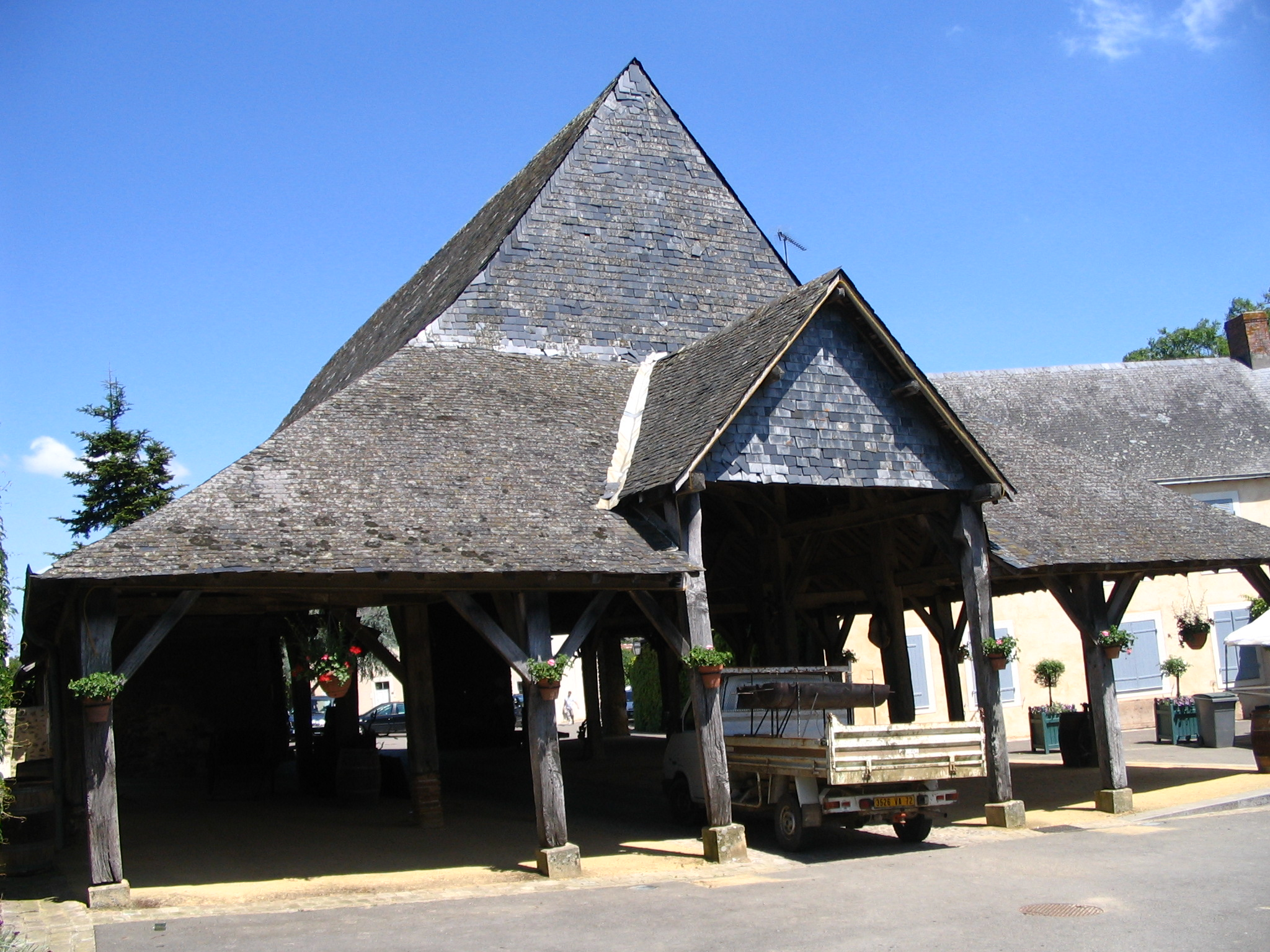
Halle de Saint Denis d'Anjou.
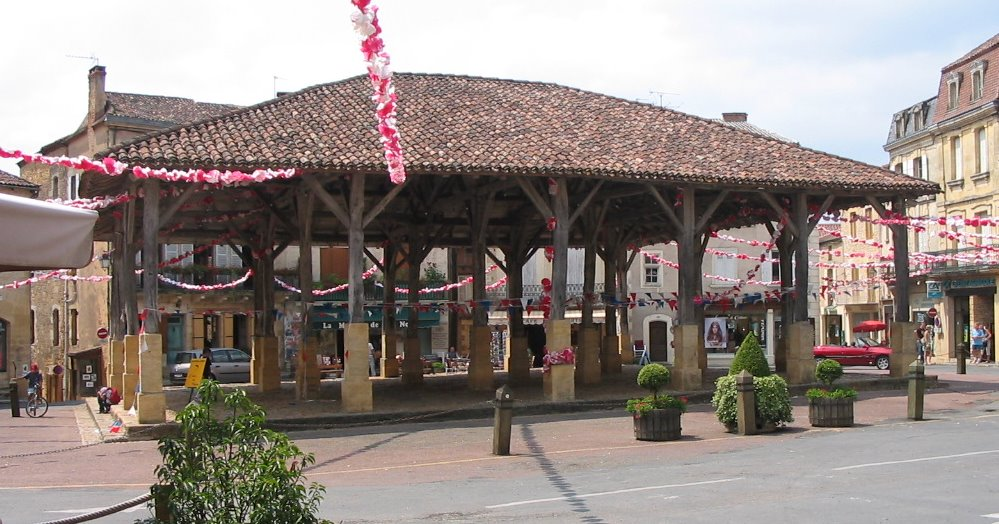
Halle en una plaza de Belvès.
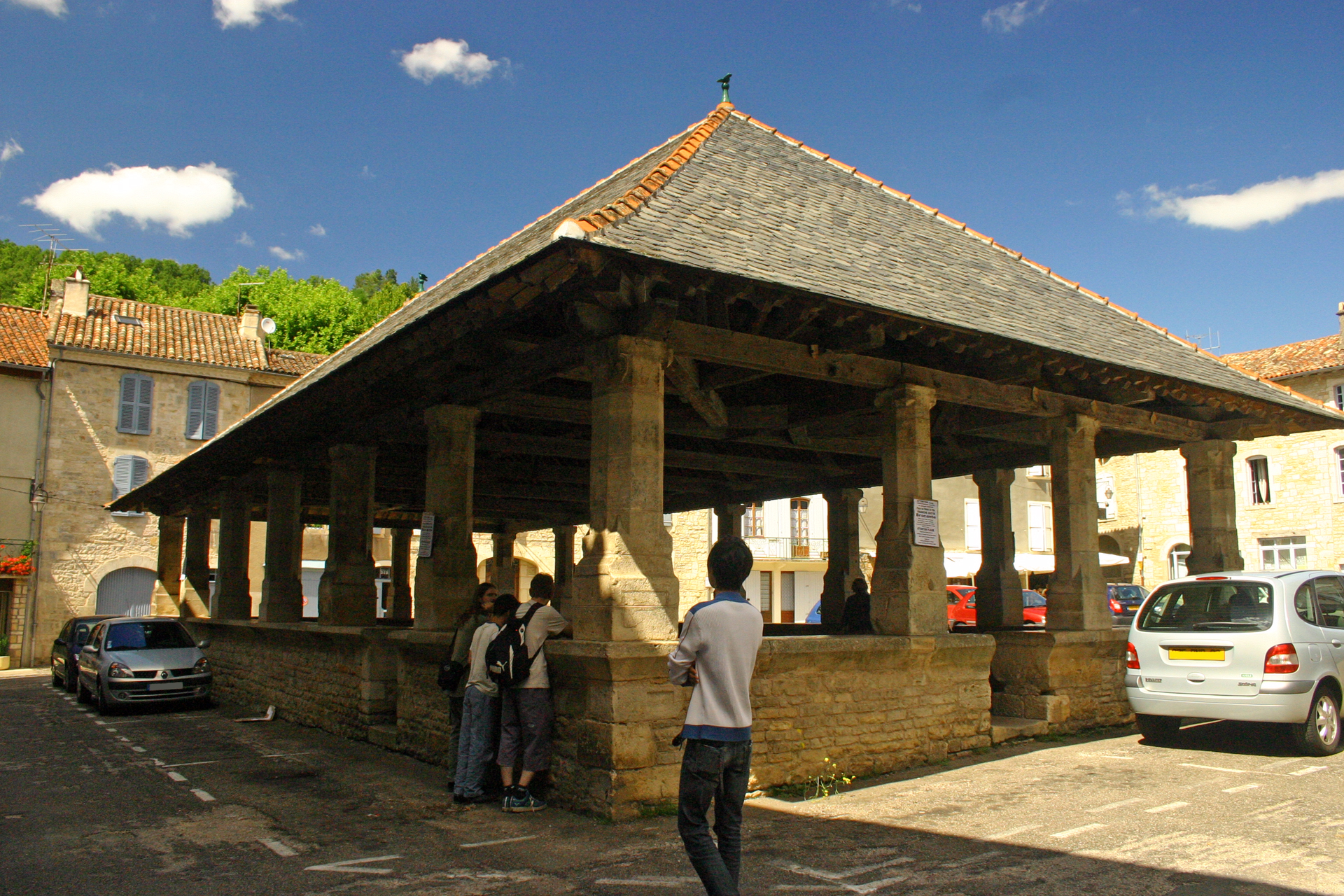
Halle en una plaza de Caylus.
Planta de una hall house.
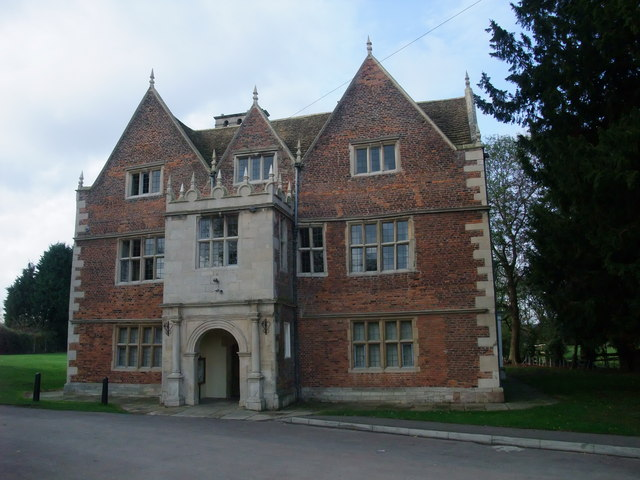
The Red Hall, en Bourne (Lincolnshire), ca. 1620.

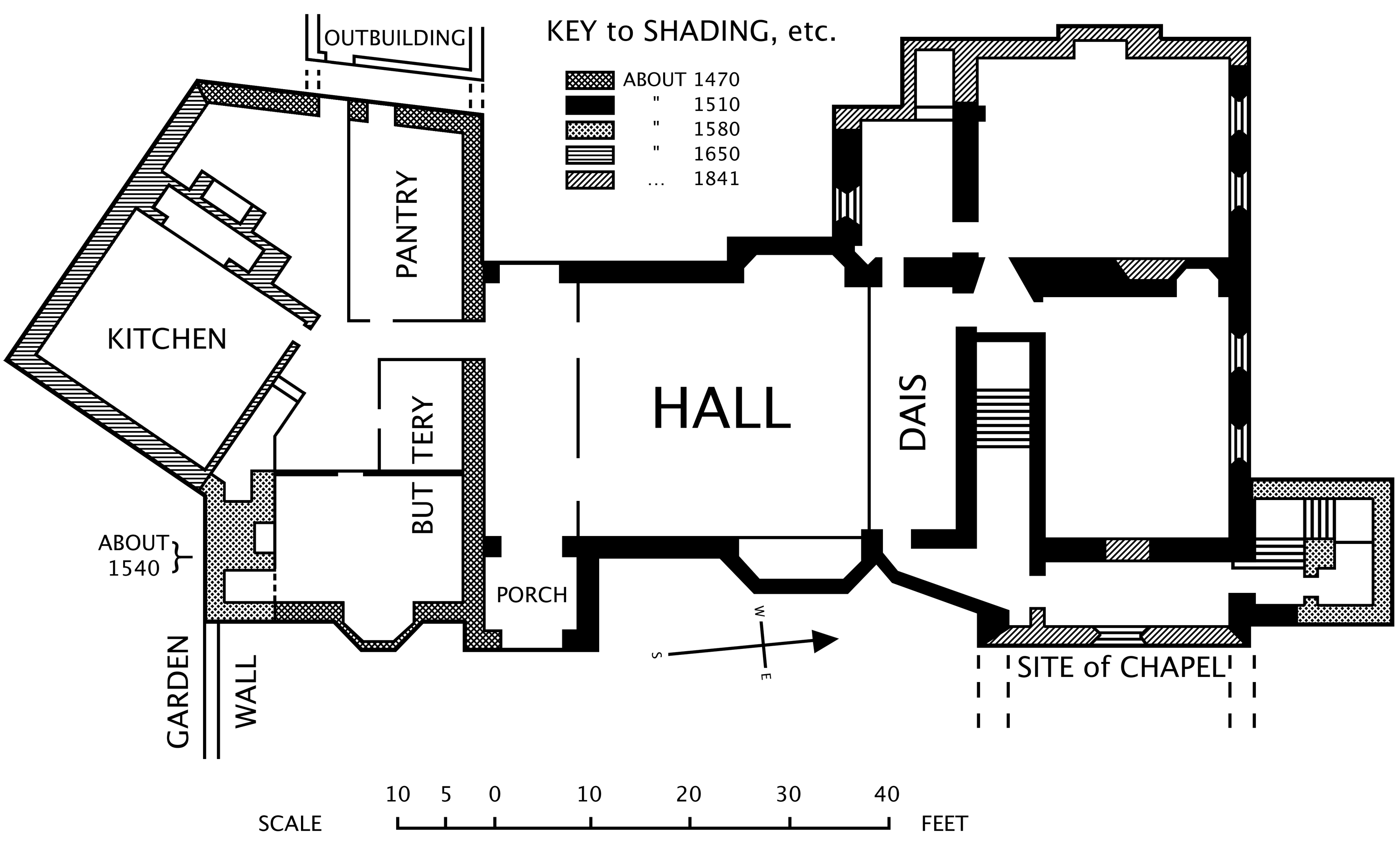
Planta de una hall house bajomedieval llamada Horham Hall.[14] El hall alcanzaba la altura total de la casa.
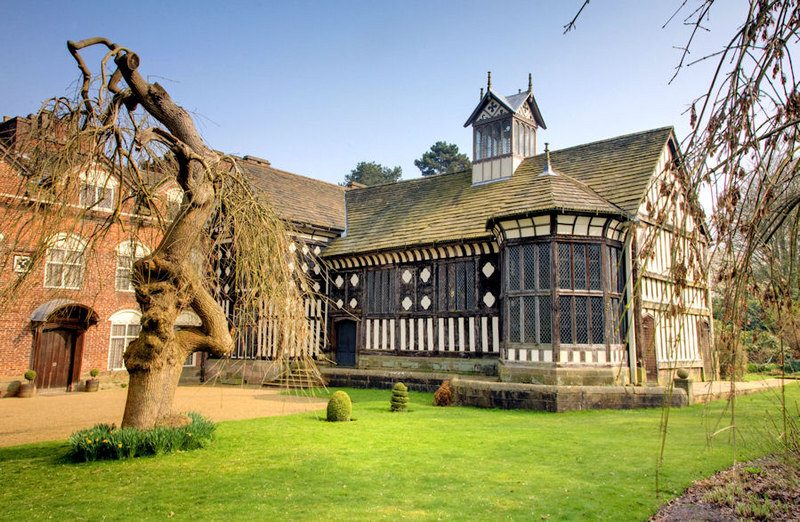
Rufford Old Hall,[15] una hall house.
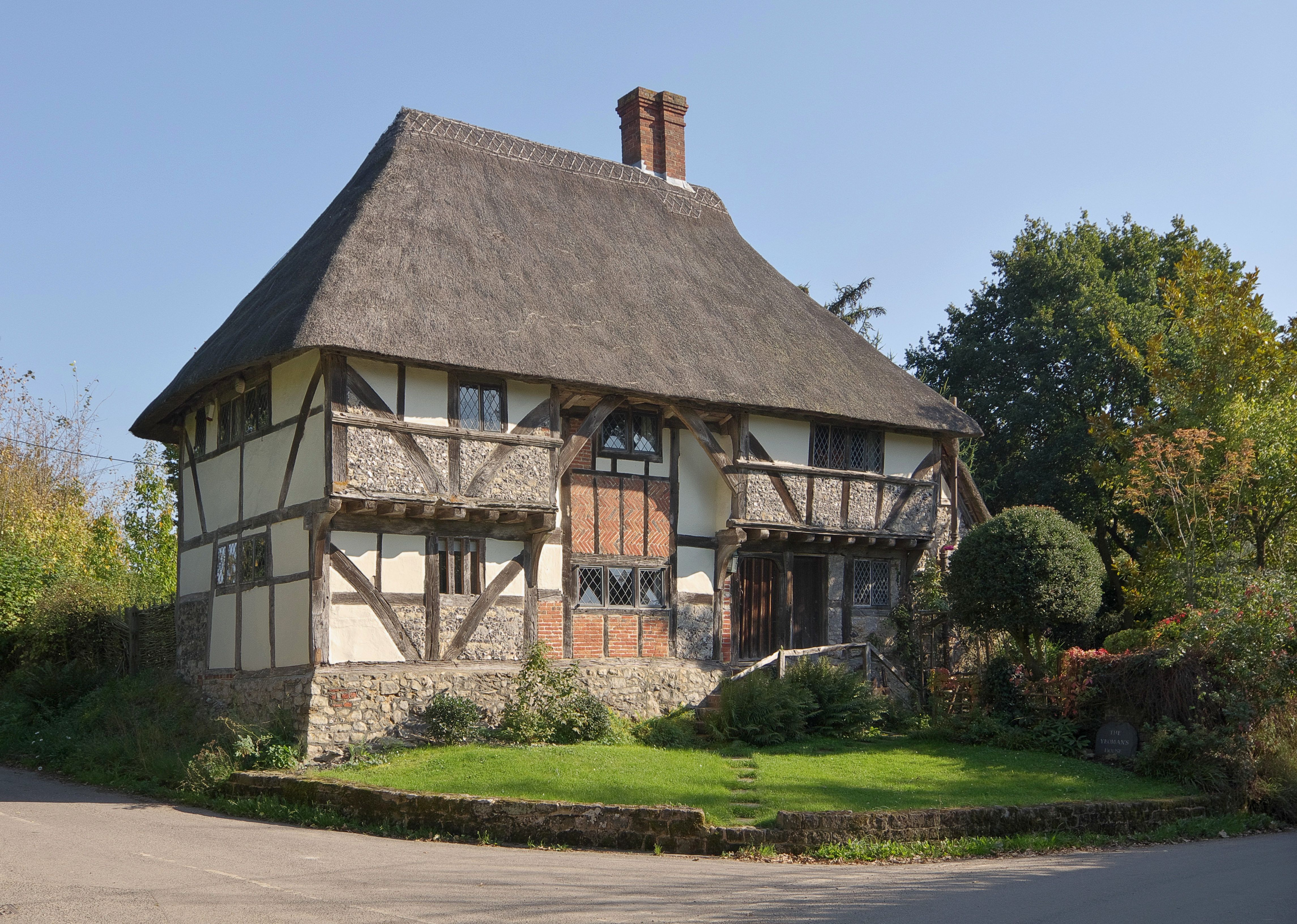
Bignor cottage, una hall house (véase también cottage).
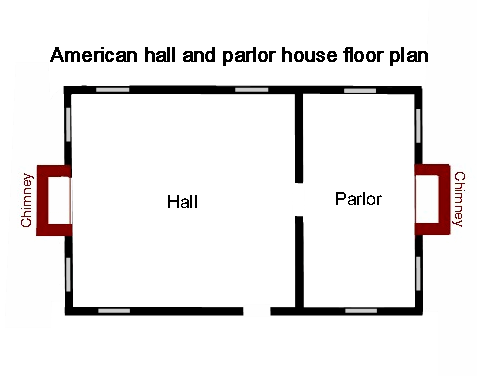
Planta de una hall and parlor house[16] en Virginia.

## Véase también

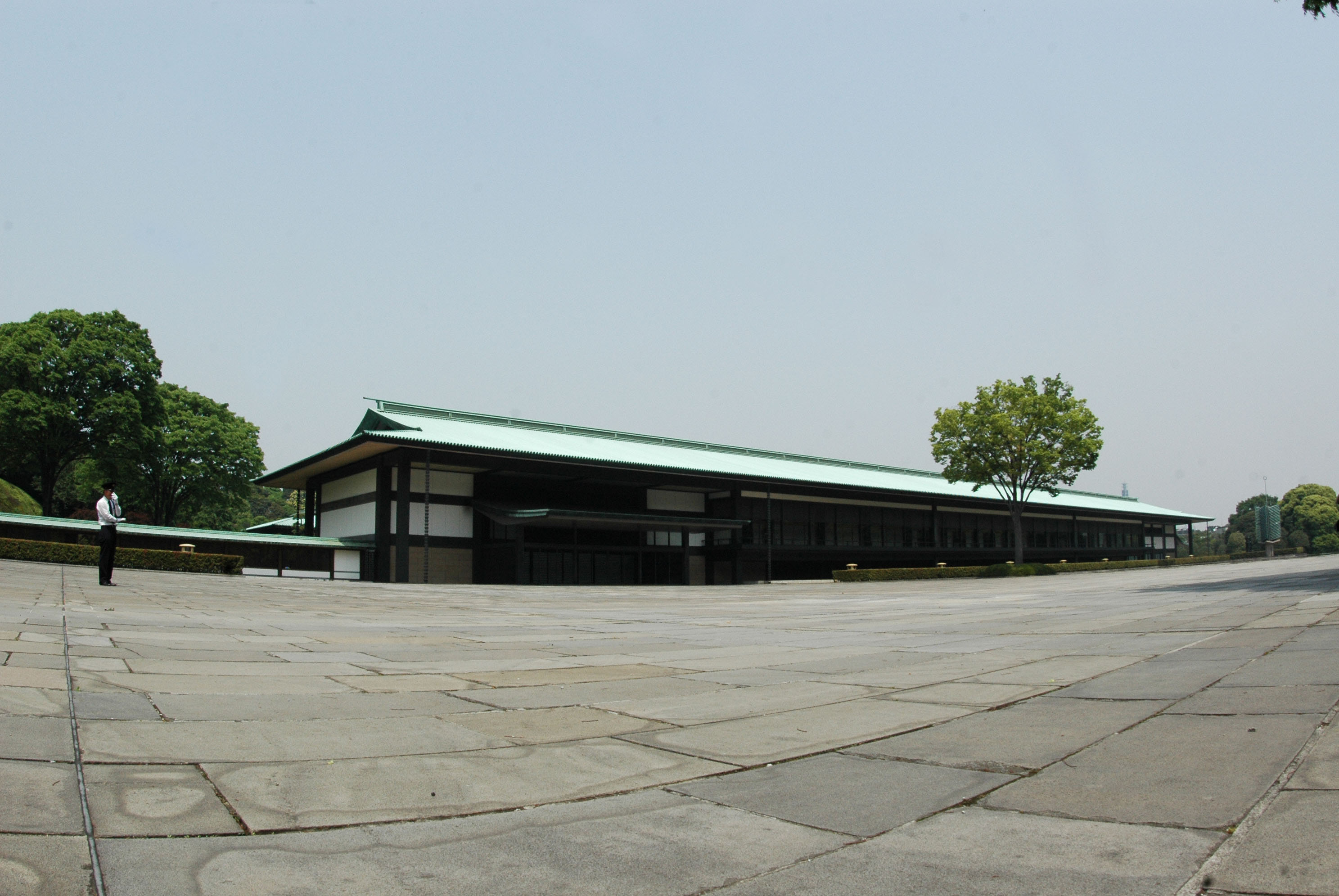
La de Tokio.
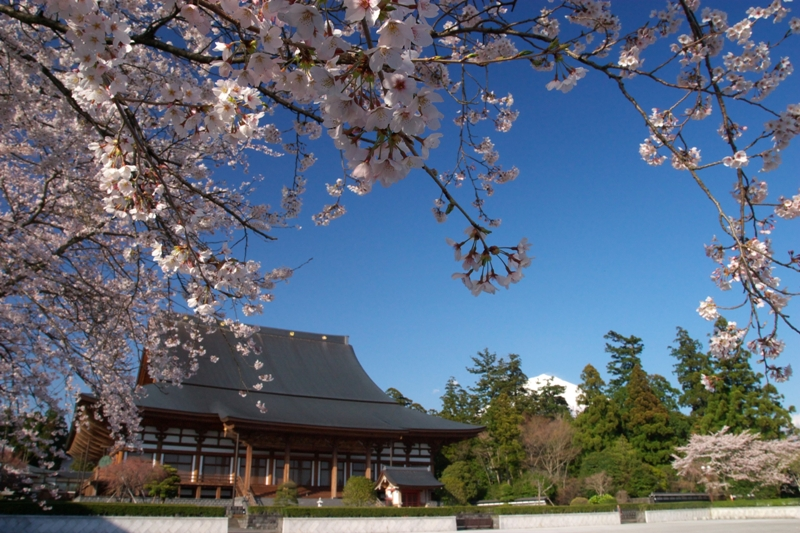
La del Monte Fuji.